# Harpactea ruffoi
Harpactea ruffoi là một loài nhện trong họ Dysderidae.
Loài này thuộc chi Harpactea. Harpactea ruffoi được miêu tả năm 1974 bởi Alicata.